# Сариобали
Сариобали́ (каз. Сарыобалы) — село у складі Каркаралінського району Карагандинської області Казахстану. Входить до складу Аманжоловського сільського округу.
Населення — 325 осіб (2021; 380 у 2009, 371 у 1999, 318 у 1989).
Національний склад станом на 1989 рік:
- казахи — 100 %.